# Обрушение фабрики «Пембертон Милл»
Обрушение фабрики «Пембертон Милл» 10 января 1860 года — одна из крупных производственных катастроф США и крупнейшая в Массачусетсе. Погибло около сотни рабочих фабрики, ещё около трёхсот было ранено.
Текстильная фабрика «Пембертон Милл» (англ. Pemberton Mill) в городе Лоренс штата Массачусетс, США находилась в пятиэтажном здании, построенном в 1853 году инженером Чарльзом Бигелоу. В 1857 году фабрика была продана промышленникам Джорджу Хау и Дэвиду Невинсу (отцу). Фабрика была экономически очень эффективной, принося доход в полтора миллиона долларов в год. К 1860 году на фабрике было 2700 прялок и 700 ткацких станков, на ней работало около тысячи человек. 62 % рабочих фабрики составляли женщины. На фабрике работали и дети, но точное количество не известно. Вероятно, среди пострадавших их было не больше сотни, потому: по мнению Олвина Ойкла,:page xvi родственники пострадавших детей, в основном, сообщили их возраста после аварии, но всего информация о возрасте была предоставлена по 115 пострадавшим, и 90 из них были младше 30 лет. Большую часть рабочих составляли иммигранты.
10 января 1860 года здание фабрики обвалилось. По официальным данным тех времён, погибло и пропало без вести 88 человек, было ранено 555. По другим сообщениям, число погибших от обрушения и последующего пожара составило 145 человек. Исследование 2008 года показало, что число погибших и пропавших составляло 98 человек, а раненых — 302. Непропорционально большая доля жертв была среди женщин.
Как выяснилось впоследствии, причинами катастрофы стали использование дешёвых стальных колонн в здании и установка на верхних этажах множества тяжелых машин. После трагедии, вызвавшей огромный резонанс, в обществе начались разговоры о введении мер и стандартов безопасности на предприятии.
Фабрика впоследствии была отстроена заново, и её здание можно увидеть и по сей день.

## Книги о событии
- American Tract Society, The Pemberton Mill, 1860
- Elizabeth Stuart Phelps Ward, The Tenth of January, 1869
- Alvin F. Oickle, Disaster in Lawrence: the fall of Pemberton Mill, 2008